# آرامگاه پیرچراغ
آرامگاه پیرچراغ مربوط به دوره قاجار است و در شهر میبد، محله بیده واقع شده و این اثر در تاریخ ۷ اسفند ۱۳۸۶ با شمارهٔ ثبت ۲۱۶۸۹ به‌عنوان یکی از آثار ملی ایران به ثبت رسیده‌است.